# Resolució 1699 del Consell de Seguretat de les Nacions Unides
La Resolució 1699 del Consell de Seguretat de les Nacions Unides fou adoptada per unanimitat el 8 d'agost de 2006. Després de recordar la Resolució 1617 (2005) sobre la cooperació entre Interpol i el Comitè establert a la Resolució 1267 (1999), el Consell va demanar al Secretari General de les Nacions Unides que adoptés mesures per augmentar la cooperació entre les Nacions Unides i Interpol.

## Observacions
El Consell va recordar l'acord de 1997 entre Interpol i les Nacions Unides. Va acollir amb satisfacció el paper que Interpol havia jugat per ajudar al Comitè 1267 en el compliment del seu mandat, i va reconèixer que aquesta cooperació podria beneficiar a altres comitès de sancions establerts pel Consell de Seguretat, inclòs el paper d'aplicació de la llei.

## Actes
El secretari general Kofi Annan havia d'adoptar els «passos necessaris» per augmentar la cooperació entre les Nacions Unides i la Interpol, perquè els comitès del Consell de Seguretat compleixin els seus rols amb més eficàcia i permetin als països implementar millor les mesures aprovades pel Consell de Seguretat.
A més, els Estats foren encoratjats a utilitzar les eines que ofereix Interpol, inclòs el sistema de comunicacions policials mundial I-24/7, per reforçar les mesures aprovades pel Consell de Seguretat.